# In the Hand of Dante
In the Hand of Dante ist ein Mystery-Drama von Julian Schnabel. Der Film mit Oscar Isaac in der Rolle von Dante Alighieri und Gerard Butler, Gal Gadot, Al Pacino, Martin Scorsese, John Malkovich und Jason Momoa in weiteren Hauptrollen basiert auf dem gleichnamigen Roman von Nick Tosches. Die Koproduktion  von Italien und den USA soll Anfang September 2025 bei den Internationalen Filmfestspielen von Venedig ihre Premiere feiern. 

## Handlung

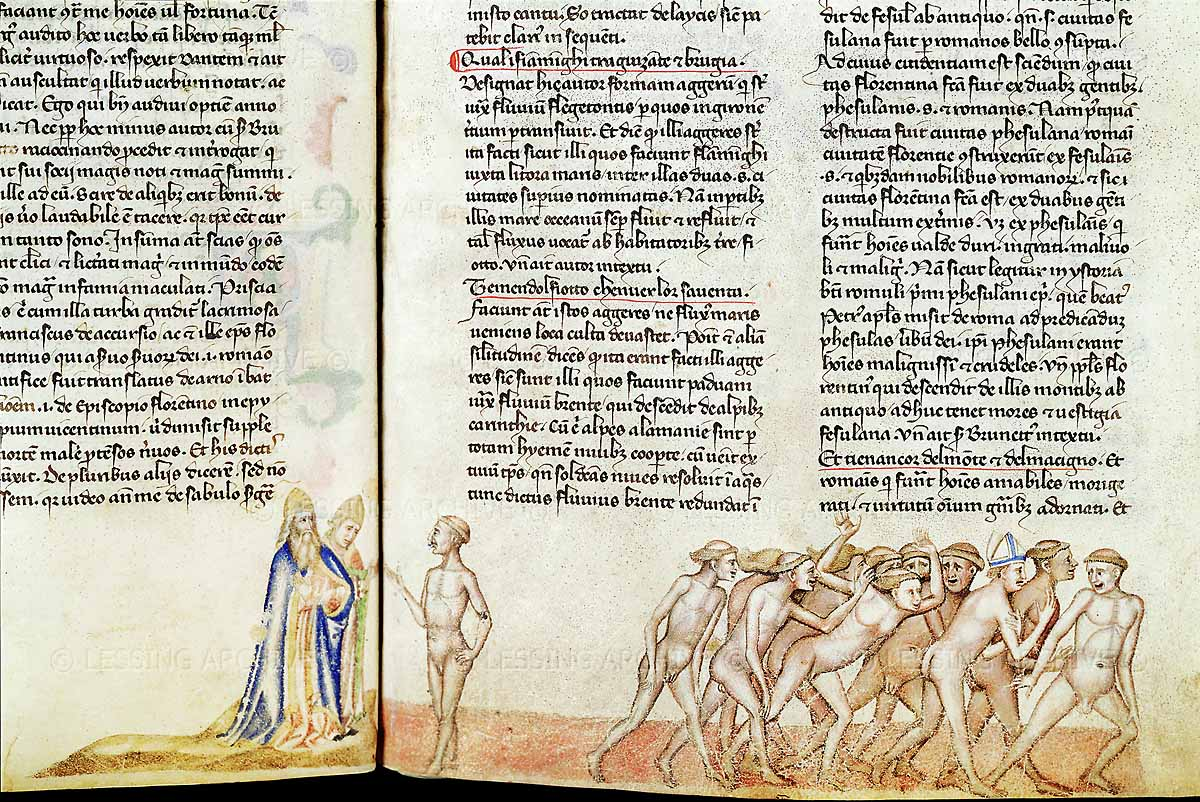
Nick Tosches bringt das handgeschriebene Originalmanuskript von Dante Alighieris epischem Gedicht Die Göttliche Komödie in die USA

Das handgeschriebene Originalmanuskript von Dante Alighieris epischem Gedicht Die Göttliche Komödie, das sich im Besitz eines Priesters befand, gerät in die Fänge eines Schwarzmarktschmugglerrings. Ein Gelehrter namens Nick soll dessen Erchtheit überprüfen, stiehlt das Manuskript jedoch kurzerhand und flieht damit zu einem Mafiaboss in New York City.

## Literarische Vorlage
Der Film basiert auf dem Roman In the Hand of Dante von Nick Tosches aus dem Jahr 2002, in den er sich selbst als einen Gelehrten namens Nick einbrachte. Die Reise des Ich-Erzählers in Dantes Göttliche Komödie, um die es darin geht, wird in seinem Buch zu der seines Protagonisten beziehungsweise seiner eigenen. Der Schriftsteller verstarb im Oktober 2019 im Alter von 69 Jahren und gilt als Pionier des Gonzo-Journalismus und als Dante-Experte, schrieb aber auch Bücher über Jerry Lee Lewis und Dean Martin.

## Produktion

### Filmstab
Regie führt Julian Schnabel. Es handelt sich bei In the Hand of Dante nach Basquiat von 1996, Before Night Falls von 2000, Schmetterling und Taucherglocke von 2007, Miral von 2010 und Van Gogh – An der Schwelle zur Ewigkeit von 2018, in denen sich der  US-amerikanische Maler und Regisseur mit den Werken und Leben von Jean-Michel Basquiat, Reinaldo Arenas,  Jean-Dominique Bauby und Vincent van Gogh beschäftigte, um seinen sechsten Spielfilm. Das auf Tosches' Roman basierende Drehbuch schrieb der Regisseur gemeinsam mit seiner Ehefrau Louise Kugelberg, mit der er bereits für das Drehbuch für Van Gogh – An der Schwelle zur Ewigkeit zusammenarbeitete. Schnabel war während der Dreharbeiten von Before Night Falls  von Johnny Depp auf den Roman hingewiesen worden: „Als ich das Buch las [...] kam ich zu dem Schluss, dass Nick eigentlich die Reinkarnation von Dante war. Da haben wir also einen Mann, der in New Jersey aus einer Gangsterfamilie geboren wurde und eigentlich die Reinkarnation von Dante Alighieri ist.“
Filmeditor Marco Spoletini war in der Vergangenheit für Filme wie Gomorrha – Reise in das Reich der Camorra, Das Märchen der Märchen, Dogman und Ich Capitano von Matteo Garrone tätig.

### Besetzung und Dreharbeiten
Oscar Isaac, bekannt für Rollen in Star Wars: Das Erwachen der Macht, Dune und X-Men: Apocalypse, spielt den italienischen Dichter, Philosophen und Verfasser der Göttlichen Komödie Dante Alighieri und Gal Gadot dessen Frau Gemma Donati. Beide sind auch in den Rollen von Nick und dessen Frau Giulietta Tosches zu sehen. In Schnabels letztem Film Van Gogh – An der Schwelle zur Ewigkeit war Isaac in der Rolle des Malers Paul Gauguin zu sehen. Gadot und Jason Momoa stehen in In the Hand of Dante erstmals außerhalb der Filme des DC Extended Universe gemeinsam vor der Kamera. Martin Scorsese spielt Dante Alighieris Mentor und Louis Cancelmi sowohl den Dichter Guido Novello da Polenta als auch in der Gegenwart den Auftragskiller Lefty. Weiter auf der Besetzungsliste finden sich Al Pacino, Gerard Butler und John Malkovich. Zudem wirken in dem Film mit Sabrina Impacciatore, Franco Nero, Claudio Santamaria, Guido Caprino, Paolo Bonacelli und Dora Romano eine Reihe italienischer Schauspieler mit. Das Casting übernahm Valentina Materiale.
Die Dreharbeiten wurden Mitte Oktober 2023 in Italien begonnen und fanden unter anderem in Rom statt. Die Produktion erhielt eine Ausnahmegenehmigung, um während des Streiks der Drehbuchautoren und der Schauspielergewerkschaft SAG-AFTRA 2023 stattfinden zu können. Der russische Kameramann Roman Vasyanov war in der Vergangenheit für Filme wie Suicide Squad und Bright tätig.

### Filmmusik und Veröffentlichung
Die Filmmusik komponiert der englische Musiker und Songwriter Benjamin Clementine, der als Schauspieler in Filmen wie Dune von Denis Villeneuve und Blitz von Steve McQueen zu sehen war und auch in Hand of Dante eine Nebenrolle übernahm.
Die Premiere des Films ist am 3. September 2025 bei den Internationalen Filmfestspielen von Venedig geplant, wo er im Wettbewerb außer Konkurrenz gezeigt wird. Dort wird Julian Schnabel mit den Cartier Glory to the Filmmaker Award ausgezeichnet.